# Cas Brugal
El cas Brugal és un cas en el qual s'investiguen delictes de suborn, extorsió i tràfic d'influències en l'adjudicació de contractes públics en concursos de gestió dels serveis de recollida d'escombraries en diverses localitats governades pel Partit Popular en les comarques del Sud del País Valencià. La investigació va començar el 2006. El maig del 2007 hi va haver sis detencions, tres de les quals van acabar en condemnes de presó. El juliol del 2010 es va reprendre el cas amb nous implicats.

## Origen del nom
Brugal és un acròstic que ve de "Basuras RUrales Gestión ALicante". Com altres noms d'operacions policials a l'estat espanyol, el nom de l'operació "Brugal" guarda connexió els fets sobre els quals s'indaga -en aquest cas, la gestió de la recollida i emmagatzematge d'escombraries en municipis de València.

## Primera etapa del cas (2006-2007)
La investigació sobre el Cas Brugal es remunta al març del 2006, quan l'empresari oriolà Ángel Fenoll va revelar un enregistrament de veu amb un regidor en la qual es parlava d'un intent de suborn al batle, José Manuel Medina, i altres jurats d'Oriola per part de l'empresa competidora Urbaser, amb relació a l'adjudicació del contracte dels serveis de recollida d'escombraries a Oriola, en la comarca valenciana del Baix Segura. L'empresa d'Ángel Fenoll era una de les cinc empreses candidates per a gestionar les escombraries d'aquest municipi, i Fenoll va gravar amb càmera oculta cintes en les seues reunions amb empresaris i responsables polítics valencians. Eixes cintes van ser després les quals van donar motiu a la investigació de la trama.
El maig de 2007, la Policia Nacional Espanyola va detenir, a instàncies de la Fiscalia Anticorrupció, a Ángel Fenoll i a altres cinc persones, per una suposada trama de suborns en l'adjudicació dels serveis de recollida d'escombraries en el Baix Segura. Al costat de Fenol, van ser detinguts el fill de l'empresari, Antonio Ángel Fenoll; el seu germà Ramón Fenoll; l'exedil del Centre Liberal, Jesús Ferrández; el regidor de Turisme del Partit Popular d'Albatera, Javier Bru; i un detectiu.
Després d'aquesta primera detenció, només Ángel Fenoll, el seu fill Antonio Ángel Fenoll, i Javier Bru (que era també administrador de les empreses de Fenoll) van romandre un mes en la presó, per delictes d'extorsió amb enregistraments de veu i suborn, d'on van eixir previ pagament d'un total de 260.000 euros en fiança.
En declaracions a la premsa, Ángel Fenoll va deixar clar ja en el 2006 que les seues relacions amb els responsables de la casa de la vila d'Oriola es remuntaven a molts anys abans i va avisar que alguns dels enregistraments de veu que guardava podien portar a la presó a més d'un. Va citar a manera d'exemple a Luis Fernando Cartagena, batle d'Oriola entre 1987 i 1997, amb el qual Fenoll va col·laborar en el 1993 en actes delictius que van tenir lloc en el 2002 a l'escàndol del donatiu de l'Hospital San Juan de Dios. Fenoll va falsificar factures per traure a Luis Fernando Cartagena d'un compromís, i en agraïment per la seua lleialtat, Luis Fernando Cartagena va adjudicar a Fenoll el contracte d'escombraries de tota la costa, que aquest va seguir gaudint durant nombrosos anys. En el 1997, malgrat tot, el delicte va ser denunciat i, en el 2002, l'Audiència d'Alacant va trobar a ambdós culpables de delictes de falsedat en document mercantil i malversació de cabals públics. Fenoll va ser condemnat a un any de presó, pel que, en ser la pena inferior a dos anys, no hagué d'ingressar a la presó, però Cartagena, que va ser condemnat a quatre anys, va ingressar en el Centre Penitenciari Alacant II de Villena el 17 de juliol del 2008.

## Trama Calp
La trama Calp del cas Brugal és una de les peces separades del cas Brugal, la qual investiga un presumpte cas de corrupció en la contracta del fem al municipi de Calp, adjudicada en 1998 a l'empresa Colsur, SL. S'investiguen els presumptes delictes de prevaricació, suborn, tràfic d'influències i blanqueig de capital. Hi han dotze persones imputades, entre les quals hi havia l'antic alcalde pel de Calp Javier Morató, membre del Partit Popular de la Comunitat Valenciana, tres antics regidors pel PP (José Perles, Fernando Penella i Juan Roselló) i l'empresari Ángel Fenoll Pérez.
A principis del 2014 el jutge instructor del cas ha dictat acte de processament i està l'espera que la fiscalia i les acusacions particulars es pronunciïn sobre l'obertura del judici oral, el sobreseïment o la pràctica de diligències complementàries. Hi han hagut un total de dotze persones imputades:
- Francisco Javier Morató Vives, alcalde pel PP de Calp en el moment dels fets
- José Perles Vives, regidor pel PP de Calp en el moment dels fets
- Fernando Penella Martínez, regidor pel PP de Calp en el moment dels fets
- Juan Roselló Martínez, regidor pel PP de Calp en el moment dels fets
- Ángel Fenoll Pérez, empresari
- Francisco Artacho Tellado, empresari i cunyat del regidor Juan Roselló Martínez
- María Teresa Molines, propietària de la finca on s'ubica la planta de fem
- Francisco Antonio Perles Crespo, marit de María Teresa Molines i encarregat de l'empresa Acciona que feia el servei de neteja del municipi
- Antonio Ángel Fenoll, fill de l'empresari Ángel Fenoll
- José Luis Faubel, enginyer de camins de l'Ajuntament de Calp
- Juan Cervantes Panella, enginyer tècnic de l'Ajuntament de Calp